# أنجي كروز
أنجي كروز (بالإنجليزية: Angie Cruz)‏ (1972)؛ كاتِبة وروائية أمريكية.